# Heliopolis
Heliopolis (altgriechisch Ἡλιούπολις Hēlioúpolis „Sonnenstadt“; altägyptisch Iunu; alttestamentlich On) war die Hauptstadt des 13. unterägyptischen Gaues (Heliopolites) und eine bedeutende Kultstätte im Nildelta. Ihre Überreste befinden sich heute im nordöstlichen Teil Kairos, insbesondere in den Stadtteilen Matariya und Ain Schams.
Trotz der umfassenden Zerstörung der Tempelstrukturen kann die Geschichte von Heliopolis anhand archäologischer Funde, historischer Berichte und religiöser Texte im Detail rekonstruiert werden. Einige Überreste, wie der Obelisk von Sesostris I. und Teile der Umfassungsmauern aus dem 2.–1. Jahrtausend v. Chr., stehen noch an ihrem ursprünglichen Platz.

## Geschichte

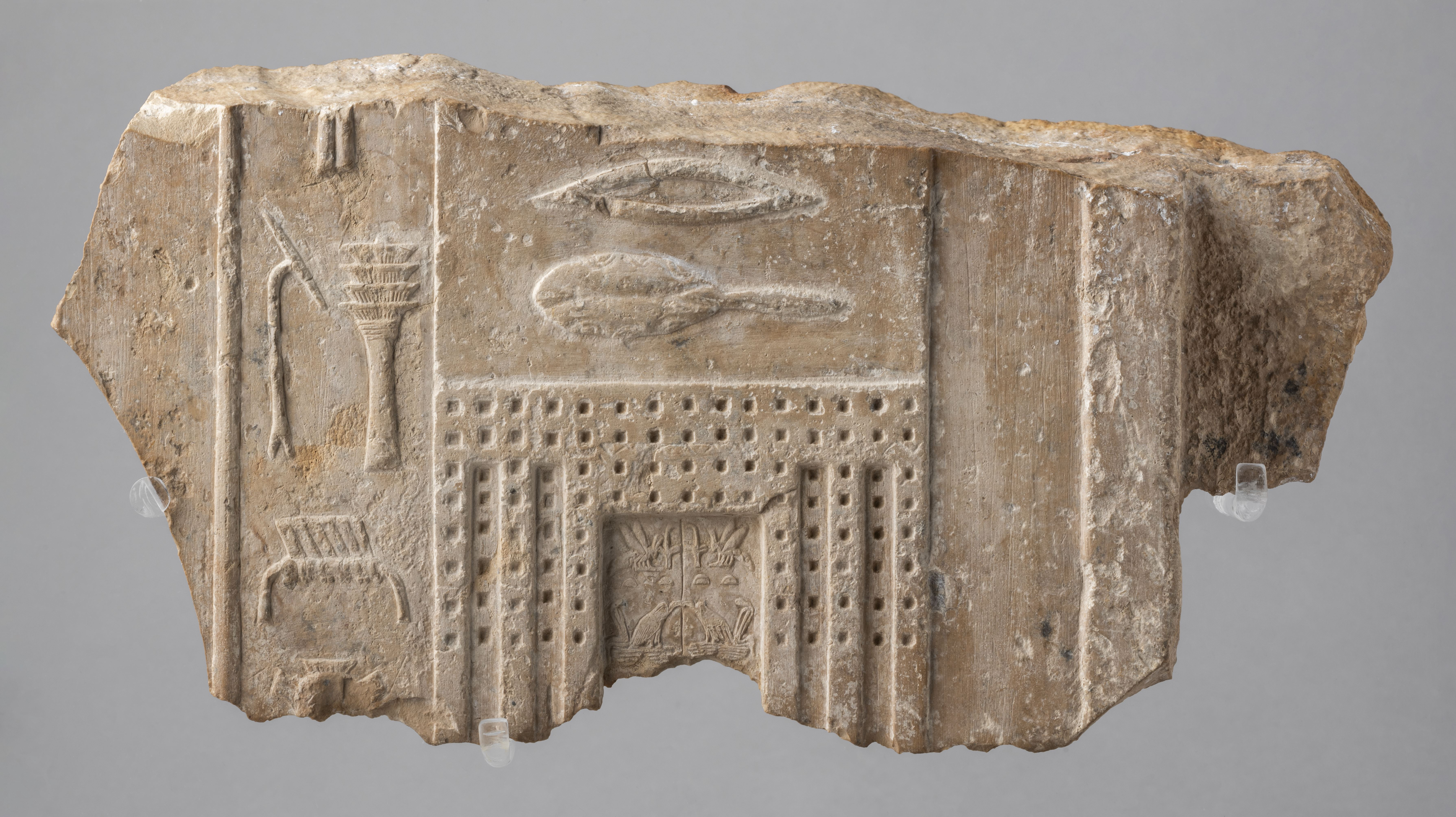
Fragment eines Kalksteinschreins des Königs Djoser, Museo Egizio, Turin

Archäologische Funde belegen, dass Heliopolis bereits im 4. Jahrtausend v. Chr. besiedelt war. Während des Alten Reiches (ca. 2686–2181 v. Chr.) entwickelte sich die Siedlung zu einer bedeutenden Stadt, was durch Inschriftenfragmente und Papyri belegt ist.
Im Mittleren Reich erlebte Heliopolis unter Sesostris I. (ca. 1956–1911 v. Chr.) einen Aufschwung, der mit dem Bau von Tempelhäusern und der Errichtung eines 20,5 Meter hohen Obelisken verbunden war. 
Im Neuen Reich ließ zunächst Thutmosis III. eine massive Umfassungsmauer um die Stadt errichten und speziell in der Amarna-Zeit behielt Heliopolis mit seinem Sonnentempel seine religiöse Bedeutung. In der 19. Dynastie ließ dann Ramses II. auf dem beim Volk beliebten Gelände unter anderem einen Sanktuarbau und dazu zahlreiche Götterplastiken errichten.
In der Spätzeit (664–332 v. Chr.) wurden unter Psammetich I. und Nektanebos I. umfangreiche Baumaßnahmen durchgeführt. In der ptolemäischen Zeit behielt Heliopolis seine religiöse Bedeutung bei, verlor jedoch an politischem Einfluss. Der griechische Historiker Herodot beschrieb die Stadt im 5. Jahrhundert v. Chr. als Zentrum der Gelehrsamkeit. Unter römischer Herrschaft (30 v. Chr.–395 n. Chr.) wurde Heliopolis zu einem beliebten Touristenziel, wie Berichte antiker Autoren wie Strabon bezeugen.
Mit der Christianisierung Ägyptens ab dem 1. Jahrhundert n. Chr. verlor Heliopolis allmählich seine Bedeutung als religiöses Zentrum. Viele Tempel wurden abgetragen. Das Baumaterial fand Verwendung beim Bau von Kirchen und späteren Moscheen in Kairo. Im Mittelalter waren von Heliopolis nur noch Ruinen sichtbar, wie der arabische Historiker Al-Maqrizi im 15. Jahrhundert beschrieb.

## Architektur und Bauwerke

### Tempelanlagen

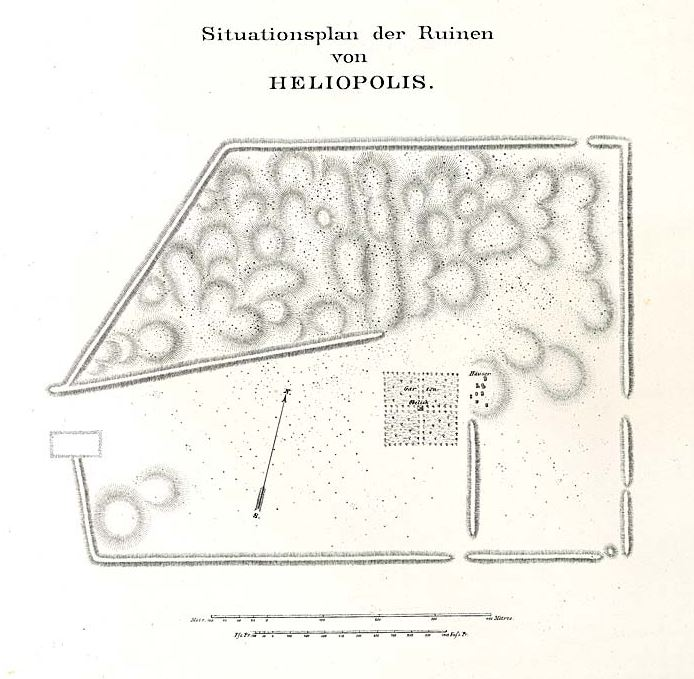
Lageplan des Tempelbezirks zur Zeit der Lepsius-Expedition (1842–1845)

Der Haupttempelbereich von Heliopolis befindet sich heute im Kairoer Stadtteil Matariya. Der ursprüngliche Tempelkomplex erstreckte sich über eine Fläche von etwa 0,9 Quadratkilometern und beinhaltete neben dem Haupttempel auch zahlreiche Nebenheiligtümer, Verwaltungsgebäude und Priesterwohnungen. Obwohl die meisten Tempelstrukturen im Laufe der Zeit zerstört wurden, sind einige bedeutende Überreste erhalten geblieben. Der Obelisk von Sesostris I. (ca. 1956–1911 v. Chr.) ist mit einer Höhe von 20,5 Metern der älteste noch stehende Obelisk Ägyptens. Zudem sind Teile der massiven Umfassungsmauern aus dem 2. bis 1. Jahrtausend v. Chr. sichtbar, die den heiligen Bezirk umgaben. 
Der Tempelkomplex von Heliopolis war einst weitläufig und beherbergte zahlreiche Heiligtümer und Kultorte. Im Zentrum stand der Haupttempel des Atum-Re. Für den Kult des heiligen Mnevis-Stiers gab es einen eigenen Tempel innerhalb des Komplexes.
In der Spätzeit ließ Nektanebos I. einen neuen Atum-Tempel errichten, von dem Teile bei aktuellen Ausgrabungen gefunden wurden.

### Obelisken

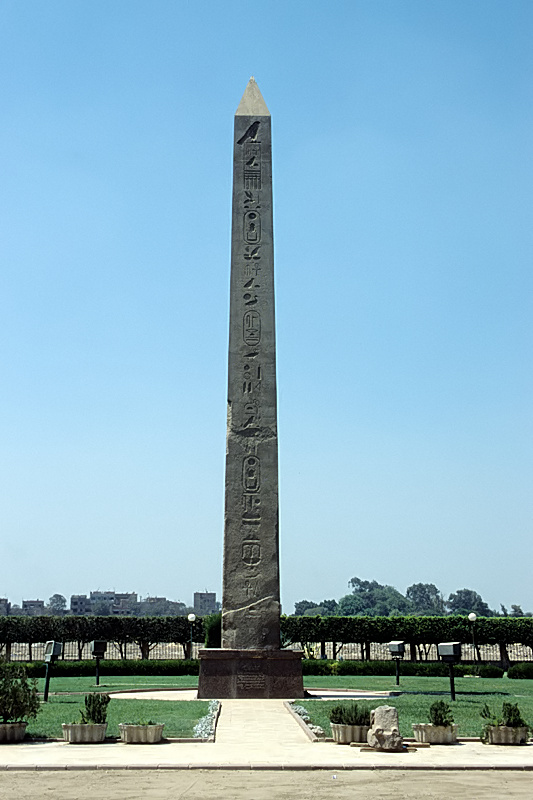
Obelisk des Sesostris I.

Der römische Kaiser Augustus veranlasste 13 v. Chr. den Transport einiger heliopolitanischer Obelisken nach Alexandria und Rom. Zwei Obelisken von Thutmosis III. wurden nach Alexandria vor das Caesarium gebracht. Dort standen sie bis ins 19. Jahrhundert. 1878 wurde einer von ihnen in London am Ufer der Themse aufgestellt und der andere 1881 in New York im Central Park.
In Rom wurde 10 v. Chr. auf dem Marsfeld der Obelisk von Psammetich II. errichtet und diente dort als Gnomon für einen Meridian. Er stand vermutlich noch im 11. Jahrhundert, als er während der Plünderung von Rom durch die Normannen 1084 umstürzte und in mehrere Teile zerbrach. Im 16. Jahrhundert wurden erste Fragmente in einem privaten Garten wiederentdeckt. Der damalige Papst Julius II. zeigte jedoch kein Interesse an den Funden. Erst Papst Sixtus V. plante den Obelisken wieder zusammenzusetzen, jedoch wurde die Freilegung der Fragmente im März 1587 aufgegeben. Im Frühjahr 1748 ließ Papst Benedikt XIV. die einzelnen Stücke ausgraben und abtransportieren, aber erst 40 Jahre später unter Papst Pius VI. wurde der Obelisk wieder aufgebaut. Nach vier Jahren Restaurierungsarbeiten wurde er am 14. Juli 1792 auf der Piazza di Monte Citorio aufgerichtet.
Der letzte heliopolitanische Obelisk, den Augustus nach Rom bringen ließ, stammt von Sethos I. Er wurde ebenfalls 10 v. Chr. im Circus Maximus errichtet. Zwischen dem 5. und 9. Jahrhundert stürzte der Obelisk um und zerbrach in mindestens zwei Teile. Nach der Freilegung 1586 durch Papst Sixtus V. wurde er nach einer Restaurierung 1589 auf der Piazza del Popolo wieder aufgestellt.

### Nekropolen
Die Stiernekropole des Mneviskultes befand sich in Arab el-Tawila und wurde 1902 vom Ägyptischen Antikenministerium erforscht. Sie enthielt Hinweise auf Bestattungen der heiligen Stiere von der Zeit Ramses II. bis in ptolemäische Zeit. Eine Elite-Nekropole mit Gräbern aus dem Alten Reich und der Spätzeit wurde in den Jahren 1916 bis 1936 untersucht. In den 1950er Jahren führte die Antikenbehörde Rettungsgrabungen in den Nekropolen von Matariya und Ain Schams durch.

## Religiöse Bedeutung
Heliopolis war ein bedeutendes religiöses Zentrum im Alten Ägypten und hatte eine herausragende Stellung in der ägyptischen Mythologie, Kosmologie und Astronomie. Insbesondere als Ursprungsort der Schöpfung und Sitz des Sonnengottes Re war die Stadt ein religiöser Anziehungspunkt. Gemäß der heliopolitanischen Schöpfungslehre entstand die Welt hier, als sich der Urgott Atum aus dem Urozean Nun erhob und auf dem Urhügel niederließ. Diese Schöpfungslehre ist unter anderem in den Pyramidentexten des Alten Reiches dokumentiert und hatte später einen weitreichenden Einfluss in ganz Ägypten.

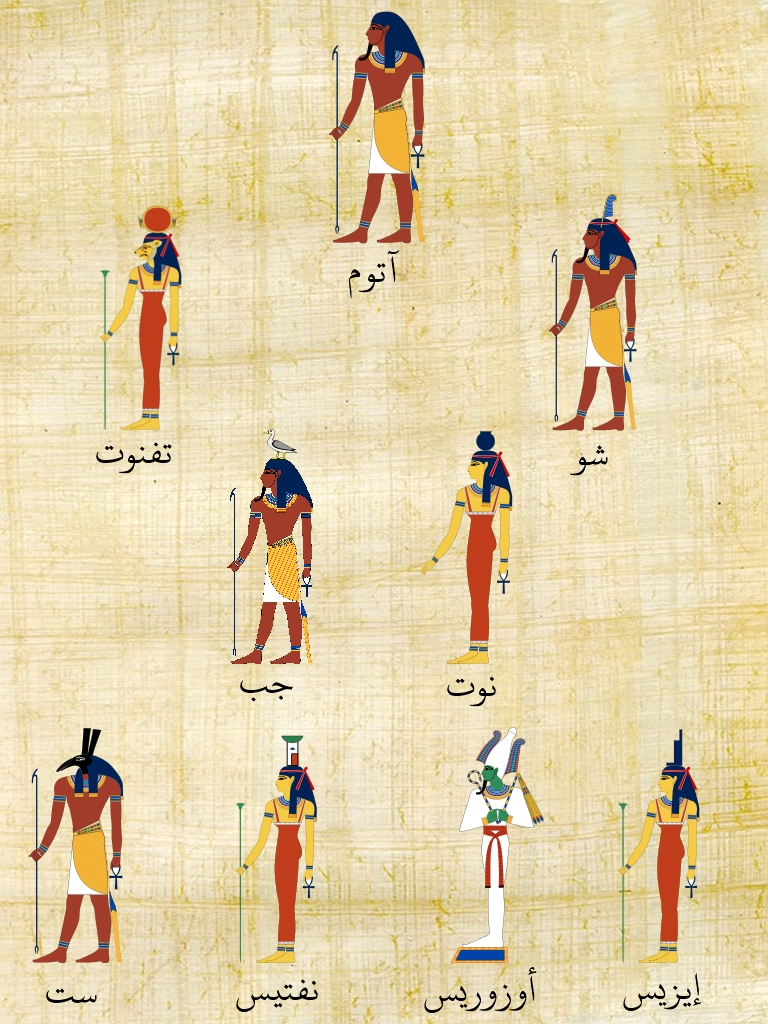
Neunheit von Heliopolis

Der Hauptgott von Heliopolis war Atum-Re, eine synkretische Verschmelzung des Sonnengottes Re mit dem Schöpfergott Atum. Atum stand an der Spitze der Neunheit von Heliopolis, einer Gruppe von neun Gottheiten, die die Grundordnung des Kosmos repräsentierten. Zur Neunheit, die kosmologische Prinzipien verkörpert, gehörten neben Atum auch Schu und Tefnut, Geb und Nut, sowie Osiris, Isis, Seth und Nephthys.
Der Tempelkomplex von Heliopolis beherbergte zahlreiche Heiligtümer und Kultorte. Eine zentrale Rolle in der religiösen Praxis spielte der Kult des Mnevis-Stiers, der als lebende Verkörperung des Sonnengottes Re verehrt wurde. Die Bestattung dieser heiligen Stiere fand in einer eigenen Nekropole in Arab el-Tawila statt.
Heliopolis galt als Sitz des „Fürstenhauses“, des mythischen Gerichtshofs des Sonnengottes Re. Nach ägyptischem Glauben fand hier das Totengericht statt, bei dem über den Eintritt des Verstorbenen ins Jenseits entschieden wurde. Diese Vorstellung hatte großen Einfluss auf die Entwicklung der ägyptischen Totenreligion.
Die Priesterschaft von Heliopolis genoss einen Ruf als herausragende Gelehrte. Sie erarbeitete komplexe theologische Konzepte und leistete wesentliche Beiträge zur Entwicklung des ägyptischen Kalenders und der Astronomie. Die Priester von Heliopolis bewahrten heiligen Texte und Wissen, die die religiösen Vorstellungen in ganz Ägypten beeinflussten.
Trotz des Verlusts an politischer Bedeutung bewahrte Heliopolis seine religiöse Ausstrahlung bis in die ptolemäische und römische Epoche. Noch in der Spätantike war die Stadt ein Ziel für Pilger und Gelehrte, die die alte Weisheit Ägyptens suchten. Mit der Christianisierung Ägyptens verlor Heliopolis endgültig seine Stellung als religiöses Zentrum, doch sein Erbe wirkte in der ägyptischen Kultur und Religion noch lange nach.

## Archäologische Forschung

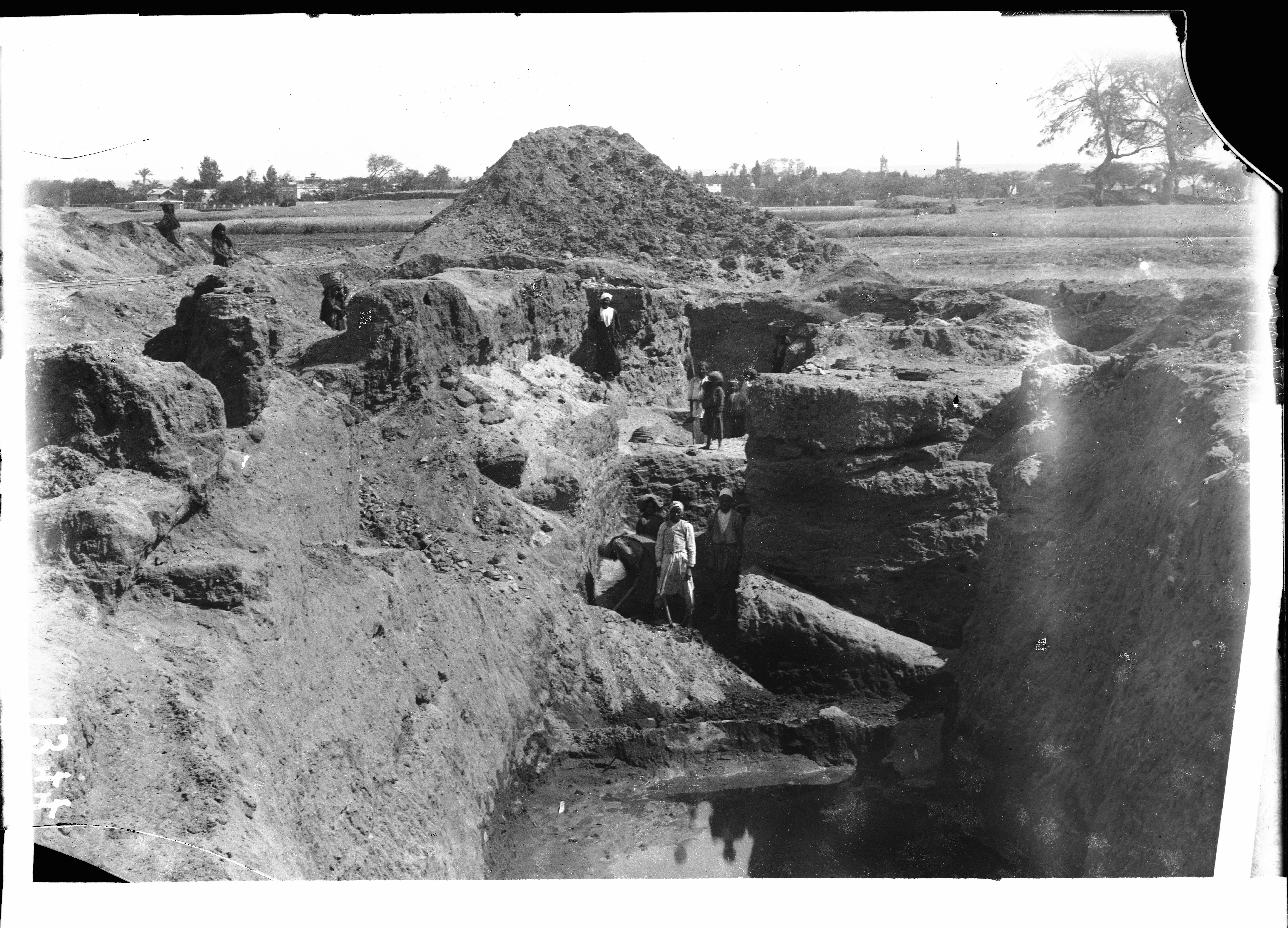
Ausgrabungen von Schiapparelli

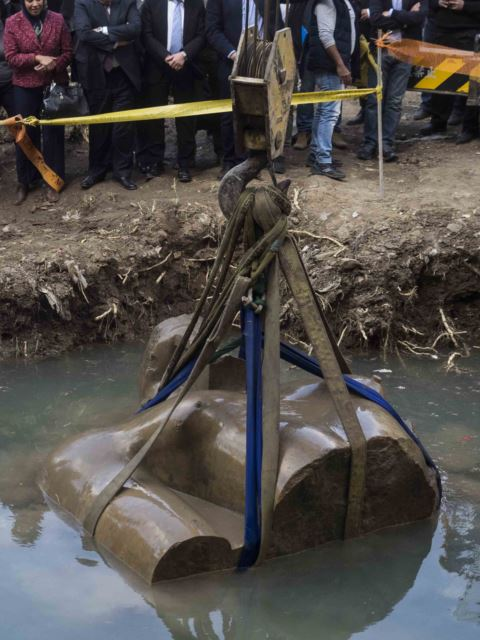
Bergung des Torsos der Statue von Psammetich I.

Die erste systematische Ausgrabung in Heliopolis leitete der italienische Ägyptologe Ernesto Schiapparelli von 1903 bis 1906. Die ältesten der von ihm entdeckten Statuen- und Schreinfragmente datieren in die Zeit König Djosers. Im Winter 1911/12 untersuchte der Brite William Matthew Flinders Petrie den Tempelbezirk und erstellte einen Plan des Geländes. Er untersuchte unter anderem die von Schiapparelli entdeckte Mauer, in welcher er ein Fort aus der Hyksos-Zeit vermutete. Die Tempelverwaltung im Norden wurde zwischen 1976 und 1981 von der Universität Kairo unter der Leitung von Abdel-Aziz Saleh ausgegraben.
Seit 2012 führt ein ägyptisch-deutsches Archäologenteam Ausgrabungen an verschiedenen Stellen des Tempelbezirks durch. Die Leitung teilen sich Aiman Ashmawy vom Antikenministerium und Dietrich Raue von der Universität Leipzig. Das Team kooperiert dabei mit i3Mainz – Institut für raumbezogene Informations- und Messtechnik.

### Jüngste Entdeckungen
- 2006: Entdeckung eines Sonnentempels mit Statuen von Ramses II.[13]
- 2015: Fund von Basalt-Fragmenten einer geographischen Prozession und Säulenfragmenten mit dem Namen von Nektanebos I.[14]
- 2017: Fund der Kolossalstatue von Psammetich I.
- 2021: Freilegung von Reliefs, Inschriften und Statuenfragmenten aus verschiedenen Epochen.[15]

## Dokumentationen
- Terra X, Die Sonnenstadt der Pharaonen. TV-Dokumentation von Sandra Papadopoulos, D/I 2019, Auf: ZDF vom 26. Juli 2020.